# Steinhorst (Bassa Sassonia)
Steinhorst è un comune di 1.377 abitanti della Bassa Sassonia, in Germania.
Appartiene al circondario (Landkreis) di Gifhorn (targa GF) ed è parte della comunità amministrativa (Samtgemeinde) di Hankensbüttel.